# 豪欽冰川
78°12′S 163°22′E / 78.200°S 163.367°E
豪欽冰川（英語：Howchin Glacier）是南極洲的冰川，位於維多利亞地的皇家學會嶺東部，處於瓦德冰川和瓦科特冰川之間，由英國探險隊發現，以地質學家命名。